# Cecilia Hansson
Maria Cecilia Hansson, född 11 september 1973 i Luleå domkyrkoförsamling, Norrbottens län, är en svensk författare, journalist och översättare.

## Biografi
Hansson är filosofie magister i tyska och skriver poesi, reportage och romaner. Tidigare har hon arbetat som radiojournalist på P2 och P3. och som skrivpedagog. 
Hon debuterade som författare 2002 och är numera bosatt i Stockholm. Medlem i Svenska PEN:s styrelse och under åren 2013-2018 ledamot i styrelsen för Sveriges Författarförbund. 
Vid sidan av sitt eget författarskap översätter Cecilia Hansson poesi från tyska. 
Hon skriver även litteraturkritik samt om Centraleuropa i bland annat Svenska Dagbladet. I hennes reportagebok "Hopplöst, men inte allvarligt –  konst och politik i Centraleuropa" intervjuades några av Europas ledande intellektuella, från Herta Müller och Péter Nádas till Marina Abramović och Michael Haneke om villkoren för skapande, men också de större frågorna om konstens betydelse och konstnärens möjlighet att påverka samhällsdebatten.
2023 gjorde Cecilia Hansson radioserien Kafkareskerna i Sveriges Radio P1 tillsammans med Katarina Wikars.

## Översättningar (urval)
- Nora Gomringer: Men säg nåt om natten då. 10TAL Bok, 2011
- Monika Rinck: till omfamningens frånvaro. Översatt tillsammans med Anna Lindberg, Rámus, 2012
- Maria Seisenbacher: Sitta lugnt med ordentliga skor. Översatt tillsammans med Daniel Gustafsson, Ellerströms, 2019

## Priser och utmärkelser
- 2006 – Rubus Arcticus, Norrbottens läns landstings konst- och kulturstipendium.
- 2013 – Nominerad till Årets Översättning
- 2019 – Sorescupriset
- 2019 – Stiftelsen Natur & Kulturs särskilda stipendium
- 2020 – Sigtunastiftelsens författarstipendium
- 2021 – Svenska Akademiens Bernadottestipendium
- 2025 – De Nios Vinterpris[3]
- 2025 – Stiftelsen Eva Bonniers 70-årsfonds stipendium